# Stupňování
Stupňování (též komparace, řidčeji gradace) v lingvistice znamená tvoření tvarů 2. a 3. stupně, vyjadřujících stupeň vlastnosti přídavných jmen a příslovcí. Ze syntaktického hlediska může být prováděno buď odvozováním slov, resp. pomocí ohýbání (flexe), nebo skládáním základního tvaru se stupňovacími příslovci.
Ze sémantického hlediska může být stupňování prosté (stupeň vlastnosti nezávisle) nebo poměrné (srovnávací, relativní).
První stupeň se nazývá pozitiv, druhý komparativ a třetí superlativ.
Pokud použití 2. či 3. stupně neslouží k porovnání, jde o elativ.

## První stupeň, pozitiv
Pozitiv (1. stupeň) vyjadřuje základní míru vlastnosti, například Můj otec je již starý. Při srovnávání znamená stejnou míru, např. Petr je stejně starý jako Pavel.
Pozitiv je obvykle považován za základní tvar slova (lemma), pod kterým se přídavná jména a příslovce uvádějí ve slovnících.

## Druhý stupeň, komparativ
Komparativ (2. stupeň) vyjadřuje vyšší/nižší míru vlastnosti. Obvykle se používá ke srovnávání, např. Petr je starší než Pavel.
S použitím příslovce lze druhý stupeň vyjádřit i opisně, dvěma slovy: více starý = starší (nikoli však více starší), jak je to běžné například v angličtině u dlouhých slov.

### Komparativ absolutní, elativ
Pokud komparativ nemá funkci porovnávací, nýbrž navyšuje míru vlastnosti, pak jde o tzv. elativ (komparativ absolutní[zdroj⁠?!]).
Slouží ke zmírnění (eufemizaci) tvrzení: Např. se používá „Paní Nováková je starší dáma.“ (místo „Paní Nováková je stará.“)
Komparativ absolutní se používá v některých jazycích, například v latině nebo ve španělštině. V češtině se vyskytuje poměrně málo.
Do češtiny ho překládáme pomocí příslovcí (velmi, hodně apod.), například: „Petrus callidissimus est.“ – doslova „Petr je nejchytřejší“, ve významu „Petr je velmi chytrý“, a to tedy bez porovnávání s kýmkoli jiným.
V češtině jde např. o slovní spojení „s největší radostí“, „i za nejtěžších okolností“.

## Třetí stupeň, superlativ
Superlativ (3. stupeň) vyjadřuje nejvyšší/nejnižší míru vlastnosti, např. Petr je nejstarší z celé třídy. Jde o relativní superlativ, protože je určen až porovnáním s jinými subjekty.

### Superlativ v přeneseném významu
Výraz superlativ se v češtině používá i v přeneseném významu: Mluvit o někom/něčem v superlativech tedy znamená vychvalovat ho/to.
Jenže superlativ, jako stav při stupňování slov, je nezávislý na emočním zabarvení: Ať už zesilujeme pozitivně nebo negativně emočně zabarvená slova, gramaticky jde o stále stejný superlativ, a to i u negativních emocí.

## Pozitiv jako absolutní superlativ
Některá slova, ačkoli gramaticky ve formě pozitivu, v prvním základním stupni porovnávání, jsou již sama svými superlativy: Například slovo „dokonalý“ je superlativem, neporovnávatelným. Sice lze obecně nedokonalé výrobky porovnávat, který je „dokonalejší“, ale to se vlastně jen porovnává, který z nich je „méně nedokonalý“. Jakmile je totiž věc dokonalá, již nemůže být lepší: Je sama sobě absolutním superlativem.
Pro takováto slova nemá smysl používat předponu „nej-“ pro tvorbu slova o významu „absolutní dokonalosti“: Slovo pro superlativ totiž již existuje.

### Relativizovaný absolutní superlativ
Přesto lze i takovou konstrukci s předponou "nej-" vytvořit, má však již jiný význam, než absolutní tedy neporovnávatelný superlativ: Je i tak porovnáván. Tzv. "nejdokonalejší" výrobek vlastně ani není považován za dokonalý, je naopak zřejmě nedokonalý. Má však oproti ostatním z porovnávané množiny nejmenší míru nedokonalosti: A to je právě předmětem prohlášení. Je tedy jen „relativně dokonalý“: Takový přívlastek má smysl jen v souvislosti porovnávání s jinými, není absolutní. Relativní superlativ ve třetím gramatickém stupni s předponou "nej-" tedy na škále dokonalosti stojí až pod absolutním superlativem, tedy pod přívlastkem „jen“ ve tvaru prvního stupně: Je významově slabší. Jde o obdobu porovnávání v matematice: maximum versus supremum.
Při porovnávání po škále jde o jakési umisťování na přímku. Ta však má dva konce a i dolní konec je gramaticky superlativem: Uvažovat tedy lze i obecně o „vzdálenosti od průměru”. Lze tedy mít i vzájemně „opačné superlativy“: Některé mohou existovat v párech. Například k prototypu dobra (Bůh) existuje zlý protipól (ďábel). Od prototypů lze odvodit jazykovědné stupňovací pozitivy:
- Bůh: boží, božský; božsky / ďábel: ďábelský; ďábelsky.

A i matematika má své párové obdoby: minimum versus infimum.
V praxi tedy lze vyslovit například i větu: „Každým týdnem vypadáš těhotnější a těhotnější.“

### Nerozvitelnost superlativu
Nejen, že absolutní superlativy nemá smysl stupňovat, obdobně ani nemá smysl superlativy rozvíjet jakýmikoli přívlastky/příslovci: Případná „velká dokonalost“ zůstává identickou s (prostou) dokonalostí. Obecnou jejich vlastností je binárnost: Buď platí, a pak nemá smysl tuto platnost „vylepšovat“, anebo prostě neplatí, tedy vůbec. Naopak analogově „měřitelné“ jevy/přívlastky (rychlost: savost, viskozita) z definice na kontinuu nedávají možnost pro absolutní tvrzení.

### Znalost absolutních superlativů
Absolutních či neporovnávatelných superlativů bývá v jazycích jen málo. I pro běžnou mluvu je vhodné je rozeznávat, naučit se je používat správně:
- dokonalý
- boží / ďábelský
- prozřetelný, prozíravý
- konečný / nekonečný
- těhotná
- mrtvý, zabitý

## Čtvrtý stupeň, ekvativ
Výjimečně se v některých jazycích (např. ve velštině) objevuje i čtvrtý stupeň, ekvativ (ekvivalentní), který vyjadřuje stejnou míru vlastnosti. Například velšský výraz „mwy swynol“ odpovídá českému stejně krásný.